# Cornelis Mooij
Cornelis Mooij (1949) is een Nederlands bestuurder en politicus van de VVD. Van 23 september 2015 tot januari 2016 was hij waarnemend burgemeester van de gemeente Uithoorn in verband met bijzonder verlof van de vaste burgemeester.
Hij was in de periode van 1985 tot 1986 en van 1990 tot 1998 wethouder in Haarlem. In die periode was hij tevens lid van Provinciale Staten van Noord-Holland. In 2003 werd hij gedeputeerde van de provincie Noord-Holland met in zijn portefeuille Verkeer & Vervoer. In oktober 2008 werd bekend dat Landsbanki door de kredietcrisis in problemen was geraakt en dat de provincie door de problemen bij die IJslandse bank 78 miljoen euro dreigde te verliezen. Op 10 juni 2009 traden hierop alle gedeputeerden van Noord-Holland collectief af. Mooij zegde openlijk het vertrouwen op in zijn partijgenoot Ton Hooijmaijers die als gedeputeerde Financiën in zijn portefeuille had. Omdat de VVD-fractie vond dat Mooij daarmee een afspraak schond door Hooijmaijers af te vallen nog voor de Provinciale Staten zich had kunnen uitspreken over een onderzoeksrapport, lieten ze hem vallen en kon hij niet terugkeren in het nieuwe college van Gedeputeerde Staten.
Begin februari 2011 werd Mooij benoemd tot waarnemend burgemeester van Waterland als opvolger van Ed Jongmans die kort daarvoor in verband met een bestuurscrisis was opgestapt. Formeel werd Jongmans in januari 2012 ontslag verleend en in september van dat jaar werd Luzette Wagenaar-Kroon benoemd tot burgemeester van Waterland. Vanaf het najaar van 2012 tot 2014 was C. Mooij opnieuw wethouder in Haarlem.